# Eumenes apicalis
Eumenes apicalis är en stekelart som beskrevs av Macleay 1826. Eumenes apicalis ingår i släktet krukmakargetingar, och familjen Eumenidae. Inga underarter finns listade i Catalogue of Life.